# 나루토 교육대학
나루토교육대학(일본어: 鳴門教育大学, Naruto University of Education)은 일본의 국립 대학이다. 대학 본부는 도쿠시마현 나루토시에 있다.